# アクション・コミックス
アクション・コミックス (Action Comics) は、DCコミックス社が出版している漫画雑誌である。『スーパーマン』の掲載誌として知られる。
1938年6月、ナショナル・アライド・パブリケーションズ（DC社の前身）より創刊。『スーパーマン』第1話が掲載された。
1988年5月24日から1989年5月14日まで、週刊化され『アクション・コミックス・ウィークリー (Action Comics Weekly)』として刊行された（号数は通算）。
2011年のDC社の「The New 52」に伴い、2011年10月号（#904）を最後に号数が巻き戻され、2011年11月号から#1となった。